# Alfredo Buzaid
Alfredo Buzaid (Jaboticabal, 20 de julho de 1914 – São Paulo, 10 de julho de 1991) foi um jurista, advogado, magistrado e professor brasileiro. Durante a ditadura militar, foi ministro da Justiça no governo Emílio Garrastazu Médici e ministro do Supremo Tribunal Federal indicado pelo presidente João Figueiredo.
Em 1968, participou da reunião em que foi elaborado o AI-5. O ministério de Buzaid na Justiça ficou famoso, especialmente, pela publicação do Decreto-Lei nº 1.077 de 1970, que instituía censura prévia aos veículos de mídia e apresentações, para coibir material pornográfico ou enquadrado como "contrário à moral e aos bons costumes". Como jurista, Buzaid formulou em 1971 o conceito de "federalismo de integração", tentativa de criar um "federalismo brasileiro". Esse conceito legitimou a ampliação dos poderes da União na Constituição Federal de 1967.
Foi um dos principais elaboradores do Código de Processo Civil de 1973, que ficou conhecido como "Código Buzaid" e esteve vigente até março de 2016, quando encerrou a vacância do Código de Processo Civil de 2015.

## Biografia
Buzaid cursou o primário e o secundário no Ginásio de São Luiz de Jaboticabal, concluído em 1930. Ingressou na Faculdade de Direito de São Paulo, em 1931, bacharelando-se em 1935.
Além do curso de direito, dedicou-se também ao jornalismo, escrevendo para o jornal “O Combate” da cidade natal e, após, para a Gazeta Comercial, da qual chegou a ser diretor.

### Integralismo
Alfredo Buzaid participou da criação da Sociedade de Estudos Políticos, fazendo parte de um grupo de estudantes da Faculdade de Direito de São Paulo aglutinados ao redor de Plínio Salgado, dentre os quais se incluíam Rui Arruda Camargo, Roland Corbisier, Almeida Sales e Ângelo Simões Arruda. Este grupo tendeu a considerar os estudos e debates na SEP como uma atividade instrumental a serviço da ação. Desta sociedade, foi fundada a Ação Integralista Brasileira, da qual foi militante, havendo participado da Seção dos Estudantes Integralistas de São Paulo. A adesão de Buzaid ao Integralismo aconteceu, principalmente, como tentativa de defender o Estado de Direito e a integração nacional, segundo seu depoimento tardio.
Buzaid participou com artigo na primeira publicação do primeiro veículo de imprensa integralista no Brasil, O Integralista, em novembro de 1932, um mês depois da fundação da AIB. Entre fevereiro e março de 1934, participou da organização do Primeiro Congresso Integralista, em Vitória. Logo após o congresso integralista de Blumenau em 1935, disse: "Estamos construindo uma civilização. E não são as palmas deste mundo que nos interessam. São as palmas do céu. Não é a justiça dos homens que esperamos. É a recompensa do Senhor". Foi dirigente da seção da AIB em seu município, Jaboticabal, tendo permanecido em suas convicções integralistas até o fim da vida, segundo o historiador e parlamentar Carlos Giannazi. Após o golpe do Estado Novo, já no final de 1940, Buzaid participou de uma reunião com ex-líderes integralistas em São Paulo, onde recebeu de Raimundo Padilha as novas diretrizes de Plínio Salgado para a atuação dos adeptos. Plínio propôs que os integralistas se abstivessem, no momento, de atividades revolucionárias.
No velório de Plínio Salgado, em 8 de dezembro de 1975, Buzaid afirmou que "o Integralismo é uma grande herança filosófica, social e política", saudando o "sincero idealismo" da obra política de seu "Chefe", Plínio Salgado, cuja obra, segundo Buzaid, deve ser lida e respeitada. Durante o sepultamento, deu, com outros correligionários, os três últimos gritos de "anauê" ao "Chefe Nacional" do Integralismo.

### Direito e docência

Em 1971 (Arquivo Nacional).

Iniciou a carreira de advogado em Jaboticabal e, em 1938, retornou a São Paulo, onde continuou se dedicando à advocacia.
Foi aluno de Enrico Tullio Liebman em curso de especialização que frequentou na Faculdade de Direito de São Paulo em 1935, vindo a ser um dos integrantes da "Escola Paulista de Direito Processual" e amigo pessoal de Liebman.
Em 1945 apresentou a monografia de livre-docência Do Agravo de Petição no Sistema do Código de Processo Civil. Em 1953, tomou posse na cátedra de direito judiciário civil da Pontifícia Universidade Católica de São Paulo com a monografia Do Concurso de Credores no Processo de Execução.
Em 1958 tomou posse na cátedra de direito judiciário civil da Faculdade de Direito da USP, com a monografia Da Ação Renovatória de Contrato de Locação de Prédio Destinado a Fins Comerciais ou Industriais. Nesse mesmo ano, juntamente com Luís Eulálio de Bueno Vidigal, José Frederico Marques, Candido Rangel Dinamarco e Galeno Lacerda, fundou o Instituto Brasileiro de Direito Processual Civil, onde foi secretário-geral.
Em 1960 foi nomeado pelo Governo Federal para elaborar o Anteprojeto do Código de Processo Civil, o qual acabou sendo apresentado por ele 4 anos depois.
Em 1966 assumiu o cargo de diretor da Faculdade de Direito da Universidade de São Paulo após ter o nome figurado em lista tríplice para a aprovação do Reitor, segundo regras estabelecidas pelo regime ditatorial vigente, sucedendo a Luís Eulálio de Bueno Vidigal. Em 1969, foi nomeado vice-reitor da Universidade de São Paulo.

### Governo militar (1964-1985)
Segundo Zuenir Ventura, em seu livro 1968 - O ano que não terminou, Alfredo Buzaid teria participado da reunião ocorrida no Palácio do Planalto em fins de 1968 na qual foi arquitetado o AI-5, sendo um de seus principais defensores. Segundo o autor, o AI-5 teria sido ainda mais rígido se aprovado nos moldes defendidos por Buzaid.
Em outubro de 1969, Buzaid foi nomeado Ministro da Justiça, sendo um dos mentores intelectuais do Código de Processo Civil que entrou em vigor em 1974. Permaneceu no Ministério da Justiça até 14 de março de 1974.

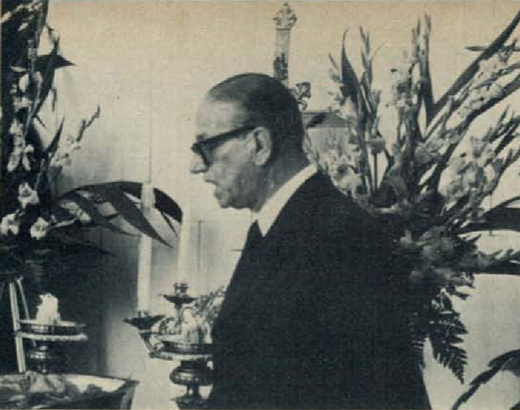
Alfredo Buzaid discursando no velório do líder integralista Plínio Salgado, em 1975

De 1971 a 1972, liderou um grupo de remanescentes integralistas visando a implantação do corporativismo no Brasil, realizando numerosos pronunciamentos e discursos. Essa ofensiva integralista teve ampla simpatia da imprensa, ao passo que foi vigorosamente combatida pela Ordem dos Advogados do Brasil. Teve seu fim abrupto com a subida do General Ernesto Geisel à Presidência da República.
Em 1973, ingressou na Academia Paulista de Letras.
Durante sua gestão como Ministro da Justiça, seu filho Alfredo Buzaid Júnior foi suspeito de estar envolvido em um crime de grande repercussão ocorrido em Brasília. Trata-se do chamado Caso Ana Lídia, em que uma menina de apenas 7 anos foi sequestrada, torturada e estuprada, sendo assassinada em 11 de setembro de 1973. Na ocasião, Ana Lídia tinha sido levada a um sítio situado em Sobradinho, que era propriedade de Eurico Resende, então vice-líder da Arena no Senado Federal. Apesar da participação de Eduardo Ribeiro Rezende (filho do senador) no episódio, a maior suspeita é a de que o crime hediondo tenha sido cometido por Alfredo Buzaid Júnior, razão pela qual o caso se tornou mais um exemplo de impunidade em Brasília.
Também enquanto era ministro da justiça, foram sequestrados os embaixadores da Suíça e dos Estados Unidos, ambos os casos ocorridos no Rio de Janeiro.
Em 22 de março de 1982, Buzaid foi nomeado ministro do Supremo Tribunal Federal. Sua indicação enfrentou violenta oposição da Ordem dos Advogados do Brasil. Tomou posse no dia 30 de março e permaneceu no cargo por pouco mais de dois anos, sendo aposentado compulsoriamente em 20 de julho de 1984, ao atingir a então idade limite de 70 anos. Retornou, então, à advocacia e à produção acadêmica.
Faleceu em decorrência de um câncer, em sua residência em São Paulo em 9 de julho de 1991, dias antes de completar setenta e sete anos.
Seu acervo - contendo mais de 25 mil obras - foi adquirido pela Universidade Estadual Paulista Júlio de Mesquita Filho (Unesp) e hoje se encontra na biblioteca do campus de Franca (SP).
A 21 de Abril de 1971 foi agraciado com a Grã-Cruz da Ordem do Mérito de Brasília.